# بوگوئلا
بوگوئلا (به لاتین: Boguila) یک منطقهٔ مسکونی در جمهوری آفریقای مرکزی است که در اوهام-پنده واقع شده‌است.